# Adolf Wagner (Gewichtheber)
Adolf Wagner (* 23. Juli 1911 in Essen; † 9. Juni 1984 ebenda) war ein deutscher Gewichtheber.

## Werdegang
Als junger Mann kam Adolf Wagner Ende der 1920er Jahre in Essen zum Gewichtheben. Er schloss sich dem VKSA Essen 88, wo auch sein Vorbild Karl Bierwirth hob, an. 1934 startete er erstmals bei deutschen und Europameisterschaften. Bis 1939 gehörte er dann zu den internationalen Spitzenhebern der Mittelgewichtsklasse. 1936 gewann er eine Olympiamedaille und 1938 wurde er Weltmeister. 1947, kaum aus der Kriegsgefangenschaft entlassen, stand er schon wieder an der Hantel und schaffte nach einiger Zeit erstaunliche 372,5 kg im olympischen Dreikampf, womit er den deutschen Rekord im OD von Rudolf Ismayr einstellte. Sein Versuch, sich 1952 noch einmal für Olympische Spiele zu qualifizieren scheiterte jedoch. Auch er musste dem Alter Tribut zollen. 1954 wurde er Bundestrainer der deutschen Gewichtheber und hatte damit ein sehr schweres Amt übernommen. Die deutschen Gewichtheber hatten zu dieser Zeit den Anschluss an die Weltspitze infolge der 12-jährigen Abstinenz von 1939 bis 1951 vollständig verloren. Es ging nur langsam wieder aufwärts. Adolf Wagner konnte dazu nur wenig beitragen, größere Erfolge stellten sich erst ein, als Mitte der 1960er Jahre jüngere Trainer wie Josef Schnell, die modernere Mittel anwandten, die Initiative ergriffen.
Sein Sohn Paul Adolf Wagner war später deutscher Meister im 100-Meter-Sprint (Staffel) und Sprint-Bundestrainer.

## Internationale Erfolge
(OS = Olympische Spiele, WM = Weltmeisterschaften, EM = Europameisterschaften, OD = olympischer Dreikampf, FK = Fünfkampf, Mi = Mittelgewicht)
- 1934, 3. Platz, EM in Genua, OD, Le, mit 295 kg, hinter Robert Fein, Österreich, 312,5 kg und René Duverger, Frankreich, 312,5 kg;
- 1936, Bronzemedaille, OS in Berlin, OD, Mi, mit 350 kg, hinter Khadr Sayed El Touni, Ägypten, 387,5 kg und Rudolf Ismayr, Deutschland, 352,5 kg;
- 1937, 2. Platz, WM in Paris, OD, Mi, mit 340 kg, hinter John Terpak, USA, 350 kg und vor Hans Walla, Österreich, 340 kg;
- 1938, 1. Platz, WM in Wien, OD, Mi, mit 367,5 kg, vor Ismayr, 360 kg und Terpak, 357,5 kg (el Touni hatte drei Fehlversuche im Stoßen);

## Erfolge bei deutschen Meisterschaften
- 1934, 1. Platz in Nürnberg, FK, Le, mit 450 kg, vor Richard Süßdorf, Homburg, 442,5 kg;
- 1935, 3. Platz in Berlin, OD, Mi, hinter Ismayr, 347,5 kg und Hans Gottschalk, Essen, 340 kg;
- 1936, 1. Platz in Essen, OD, Mi, vor Helmut Opschruf, Trier, 357,5 kg und Ismayr, 355 kg;
- 1937, 2. Platz in Augsburg, OD, Mi, mit 350 kg, hinter Ismayr, 362,5 kg, vor Hans Claussen, Lübeck, 342,5 kg;
- 1938, 1. Platz in Breslau, OD, Mi, mit 355 kg, vor Ismayr, 350 kg und Claussen, 342,5 kg;
- 1939, 2. Platz in Nürnberg, OD, Mi, mit 367,5 kg, hinter Ismayr, 372,5 kg, vor Claussen, 342,5 kg;
- 1941, 1. Platz in Fellbach, OD, Mi, mit 350 kg, vor Fritz Haller, Wien, 335 kg und Claussen, 332,5 kg;
- 1949, 1. Platz in Regensburg, OD, Mi, mit 335 kg, vor Hans Schiweck, Berlin, 320 kg;
- 1951, 1. Platz in Sprendlingen, OD, Mi, mit 332,5 kg, vor Edmund Danowski, Westerholt, 317,5 kg;
- 1952, 1. Platz in Meißen, OD, Mi, mit 330 kg, vor Ismayr, 317,5 kg;
- 1953, 2. Platz in Feuerbach, mit 332,5 kg, hinter Toni Leuthe, Fellbach, 335 kg.

Für seine langjährigen sportlichen Erfolge als Gewichtheber erhielt er am 13. November 1955 das Silberne Lorbeerblatt.